# Colnrade
Colnrade település Németországban, azon belül Alsó-Szászország tartományban. Lakosainak száma 797 fő (2023. december 31.). Colnrade Winkelsett és Wildeshausen községekkel határos.

## Népesség
A település népességének változása:
| Lakosok száma | 781  | 773  | 766  | 751  | 784  | 797  |
|               | 2016 | 2017 | 2019 | 2021 | 2022 | 2023 |